# Психоанализа
Психоанализата е психологична теория, анализ и терапия, развита от австрийския медик и невролог Зигмунд Фройд и продължена от други (Лакан и т.н.). Психоанализата е и термин от психологията и психотерапията. Тя представлява един от методите на психотерапия, който започва да намира популярност и широко разпространение в началото на ХХ век.
Психоанализата има три основни приложения според Мур (1968):
1. метод за изследване на ума;
2. систематизиран набор от теории за човешкото поведение;
3. метод за лечение на психологически или емоционални заболявания.[1]

По същество подобно на горното обяснение дава Корсини (1998), според него психоанализата има тези три основни приложения:
1. означаване на развиваща се система от представи за природата на човешката психика и в частност за развитието на личността и психопатологията;
2. описване на техника за терапевтична интервенция при редица психични смущения;
3. означаване на метод за изследване.[2]

В този смисъл с психоанализа въобще се обозначават теории и методи, използвани за систематично обяснение на несъзнателните асоциативни връзки, определящи човешкото поведение и функции.
Всички основоположни теории и методи на психоанализата са създадени през последните десетилетия на XIX век от виенския лекар от еврейски произход Зигмунд Фройд (1856 – 1939).
Първоначално психоанализата в своята терапевтична част приема за основна задача разкриването на така наречените травматични спомени, по-късно те отстъпват място на търсенето на частта от тези спомени, които не са истински, а представляват „фантазия“.
В тясното си значение психоанализата на Фройд се отнася до специфичен тип терапия, при която пациентът изказва на глас мисли, свободни асоциации, фантазии и сънища, от които психоаналитикът след водене на записки формулира несъзнателните конфликти, които предизвикват проблемите на характера и симптомите на пациента. След интерпретацията им той е готов да помогне на пациента да намери решение на тези проблеми.

## История

### Първа фаза
Идеята за психоанализата е развита във Виена през 90-те на 19 век от Зигмунд Фройд, невролог, заинтересован от намирането на лечение за пациенти с невроза и хистерични симптоми. Фройд разбира за съществуването на умствени процеси, които са несъзнавани, като резултат от консултантската си работа в детска болница, където забелязва, че много деца с афазия, имат симптоми, които не са органично причинени.

Неврологът Фройд се стреми да разбере причините за душевните терзания на пациентите и да намери ефективен начин за лечение на техните невротични симптоми. В началото подлагани на изследване (1889 г.) са предимно викториански жени с диагноза хистерия. Фройд е силно впечатлен от работата на интерниста Йозеф Бройер, с когото си сътрудничи известно време и чийто принос относно по-късните му идеи Фройд признава. По-късните наблюдения в работата му с невролозите Амброаз Лиебо, Иполит Бернхайм и Жан Шарко във Франция, които използват хипноза, убеждават Фройд, че тя е по-успешна, отколкото модерната по онова време електроконвулсивна терапия. За разлика от тях обаче той вижда, че източникът на забравени психични съдържания е не просто „отцепен“, а „изтласкан“ или „изтеглен“ извън обсега на съзнателно възприятие от мощни мотивационни сили. Първоначално този процес е наречен от Фройд „защита“, а по-късно – изтласкване. Впоследствие той заявява, че: 
| „ | Теорията за изтласкването е крайъгълният камък, на който се опира цялата структура на психоанализата. | “ |

 От самото начало Фройд подчертава, че изтласкването „не е предпоставка, а резултат“.
За известен период от време Фройд се опитва наред с новия си модел на психиката да запази по-старата теория. Той се убеждава напълно, че „отцепването“ на психични съдържания, често превърнати в симптоми, е дълбоко мотивирано, а не просто липса на комуникация между различни психични състояния. Той отдава и голямо значение на етиологията на хистерията, защото у него се засилва убеждението, че подобни защитни процеси са част и от психологията на обикновените нормални хора, които, макар да нямат симптоми, допускат грешки на езика, разказват вицове и имат сънища. По време на първата фаза (до 1896) Фройд стига до дръзкото и тогава яростно оспорвано заключение, че етиологията на хистерията е психологическа, а не се корени в мозъка. Той започва да изгражда хипотезата, че хистерията има три основни детерминанти: психологическа травма, конфликт на афектите и разстройство в сексуалната сфера. Първата теория на Фройд за обяснение на хистеричните симптоми е така наречената теория за прелъстяването. Откакто неговите пациенти се лекуват по този нов метод на „припомняне“ на инцидентите, че са били сексуално прелъстявани в детството, Фройд вярва че те наистина са били насилвани, което води по-късно до забравяне на тези спомени. Това води до неговата публикация с д-р Бройер през 1893 г., в която има представени случаи за лечение на хистерия.
Теорията от първата фаза се разрушава, когато Фройд с изумление открива, че разказите на неговите пациентки за прелъстяване в детството не са непременно истински разкази, а фантазии.
Неговият първи подробен опит за обяснителна теория е направен в непубликуваната тогава статия „Проект за научна психология“ (Project for a Scientific Psychology) от 1895. В тази работа Фройд се опитва да развие невропсихологична теория, основана на пренос на енергия от невроните в мозъка, за да обясни несъзнателните механизми. Той изоставя проекта, когато осъзнава, че има много сложни психологически процеси, които стоят над и под невронната активност. Статията „Защитните невропсихози“, публикувана на следващата 1896 г., всъщност слага началото на психоанализата, макар че Фройд още не използва точно този термин. Към 1900 г. Фройд разкрива, че сънищата имат символна значимост и са специфични за сънуващия. Фройд формулира своята втора психологическа теория, че има несъзнавани „първични процеси“, съдържащи символични и сгъстени мисли и „вторичен процес“ на логически, съзнателни мисли. Тази теория публикувана през 1900 г. е неговият Magnum opus, озаглавен „Тълкуване на сънищата“. Глава VII е преработка на по-ранния „Проект“ и Фройд очертава своята „Топографска теория“. В тази теория, която по-късно е изместена от Структурната теория, неприемливите сексуални желания са потиснати в „Системно несъзнавано“, несъзнавано поради общественото осъждане на предбрачните сексуални дейности и това потискане води до тревожност.

### Втора фаза
В тази втора фаза на психоанализата, която започва около 1897 г. и приключва през 1923 г., Фройд упорито изследва въпросите за нагоните, както и централния проблем за възможния източник на тази динамична сила, която постоянно държи болезнените психични съдържания извън съзнанието, както при пациентите, така и при нормалните хора.
Втората фаза започва с отказа на Фройд от техниката на хипнозата и въвеждането на метода на свободните асоциации. Тази техника си има своята предистория в една статия на Лудвиг Бьорне написана през 1823 г. и озаглавена „Изкуството да станеш оригинален автор за три дена“. Както съобщава самият Фройд, тази книга му е била подарена за 14-ия рожден ден и 50 години по-късно пази единствено нея от юношеството си. При свободните асоциации пациентът ляга по гръб на кушетката и просто трябва да съобщава свободно всичко, което му минава през ума без Съзнанието да го цензурира, а аналитикът през това време седи зад него. Фройд използва този метод, за да изследва и провери как работи психиката, предполагайки, че ако се премахне съзнателната цензура, вътрешната съпротива ще отслабне и така материалът, който е бил изтласкан, или поне негови завоалирани форми ще изплуват в съзнанието. Идеята за цензурата също си има своя първоначален източник в благодарствено писмо към Жан Паул. Фройд използва метода на свободните асоциации особено за тълкуването на сънища най-напред при собствения си анализ, а по-късно в класическия случай на „Дора“. При нея той демонстрира не само клиничното използване на тълкуването на сънища, но и огромния теоретичен напредък, който прави в класическия си труд „Интерпретация на сънищата“. Сънищата предоставят невероятна възможност за изследване на разликата между процесите на логическо мислене („вторичния мисловен процес“) и аналогичните (сгъстяване или изместване) процеси в сънищата, вицовете и поезията.
Във „Върху нарцисизма“ (1915) Фройд обръща внимание на темата за нарцисизма. Все още служейки си с понятието енергийна система, Фройд разглежда въпроса за два вида енергия, една насочена към себе си и като нейна противоположност – енергия насочена към другите, наречена катексис. От 1917 г. в „Траур и меланхолия“, той предполага, че определени депресии са причинени от гняв, захранен от вина към себе си. През 1919 г. в „Детето е бито“ той започва да насочва вниманието си към проблемите за саморазрушителното поведение (морален мазохизъм) и открития сексуален мазохизъм. На основата на опита си с депресирани и саморазрушителни пациенти и обмислил масовите битки през Първата световна война, Фройд става недоволен от разглеждането само на оралните и сексуалните мотивации за поведението. От 1920 г. Фройд се обръща към силата на идентификацията (с лидера и с другите членове) в групите като мотивация за поведение (Групова психология и анализ на его). В същата тази година Фройд предлага неговата дуалистична нагонна теория за сексуалността и агресията в „Отвъд принципа на удоволствието“ като опит да обясни човешката разрушителност.

### Трета Фаза
Между 1900 и 1923 г. психоаналитичното движение се развива и укрепва организационно, теоретично и клинично, макар някои негови важни представители да се отделят от него. В „Тълкуване на сънищата“ Фройд разглежда универсалната склонност на сънищата да „образуват нови цялости“ от отделни елементи, „които ние бихме държали разделени в будното си мислене“ (сгъстяване), или някой елемент, който няма последствия в съня, „изглежда най-ясен“, превръщайки се по този начин в най-важната характеристика на изразения сън (или обратното) – това Фройд нарича „изместване“. Сгъстяванията, изместванията и символизациите характеризират начин на мислене, при който законите на формалната логика нямат място – това е езикът и синтаксисът на поезията, митовете, магията, мистицизма и психозите – страховитият първичен процес. Той се различава от по-добре познатия вторичен процес, управляван от законите на логиката. По-късно Фройд свързва вторичния процес с „принципа на реалността“.

#### Карл Юнг
В своята експериментална психопатология Юнг въвежда комплекса като връзка между афекта и мисълта. В следващите седем години, въпреки протестите на водещи виенски психоаналитици като Алфред Адлер и Вилхелм Щекел, Юнг става всепризнат политически лидер на движението и очевиден наследник на Фройд. Повратът в отношенията между Юнг и Фройд настъпва през 1912 г., поради недоволството на последния относно посоката на идеите на Юнг – към религията, мистицизма и митологията. Преките разкази на негови бивши пациенти убеждават Фройд, че той пренебрегва основите на психоанализата (съпротивата и преноса) за сметка на мъглявите разсъждения върху „архетипите“ и „колективното несъзнавано“. Юнг смята, че както има индивидуална психика със своето несъзнателно, така има и колективна психика с колективно несъзнавано. Той приема, че в колективното несъзнавано се съдържа опитът на всички наши предци, на цялото човечество. Според Юнг неговите компоненти са архетипите, които в същността си са генетично заложени в мозъка. Пример за архетипи са анимата и анимуса.

#### Алфред Адлер
Насочеността на Адлер към органната малоценност кара Фройд да се безпокои, че Адлер скоро ще отрече извоюваната с много труд територия на безсъзнателните психични процеси и нагони. Адлер разглежда агресивния нагон като източник на енергия при компенсиране на малоценностите. Разработването на тази позиция ускорява скъсването между Адлер и Фройд. Адлер престава да се занимава с инстинктите и разглежда агресивния нагон и волята за власт като основни средства за защита и адаптация. Фройд се съгласява, че Адлер несъмнено е внесъл „нещо ново в психоанализата – принос към психологията на егото“, прибавяйки „…след което се очакваше от нас да платим твърде висока цена за този подарък, отхвърляйки всички фундаментални теории на психоанализата“. В основата на теорията на Адлер стои чувството за малоценност, което се появява в началните години и ако човек не може да се измъкне от него, евентуално го компенсира чрез чувство за свръхценност.

### Четвърта фаза
Към средата на 1930-те години неясно загатнатото схващане на Фройд за относителната автономия на егото от инстинктите и за интегративната му функция се формулира по-ясно. През 1936 Ана Фройд, дъщерята на Зигмунд Фройд публикува своята придобила впоследствие популярност книга Егото и защитните механизми посочвайки множество начини, по които умът може да затвори разочароващите и натъжаващи „неща“ вън от съзнанието. До 1936 г. „Принципът на многообразната функция“ е изяснен от Робърт Уелдър. Той разширява формулировката, че психологическите симптоми са причинени от конфликти, които се освобождават спонтанно. Нещо повече симптомите (като фобии и натрапливости) представят някакви нагонни желания (сексуални и/или агресивни), свръхаз (вина), тревожност, реалност и защити.
През 1939 г. Хайнц Хартман публикува есето „Его-психологията и проблемът на адаптацията“, в което обръща внимание на „тези процеси и работни методи на психичния апарат, които водят до адаптивни постижения“. Около 1936 г. основните теоретични догми на психоанализата са вплетени в американската психиатрия от Хари Стек Съливан. За него разрушаването на самооценката се превръща в централен проблем и поради психоаналитичните си изследвания на шизофренния процес той е наречен „теоретик на самотните“. Значението на участието на терапевта в трансакцията с пациента (контрапреноса) се споменава само косвено от Фройд (Freud 1910, 1915). Съливан, следвайки Шандор Ференци, заявява, че големият принос на Фройд е „постулатът за безсъзнателното“, прибавяйки през 1937 г., че „има въпиеща нужда от наблюдатели, които са се научили да наблюдават наблюденията си“.

#### Карен Хорни
Карен Хорни споделя ударението на Съливан върху социалното (междуличностното) и поставя центъра на терапията „тук и сега“, предпочитайки го пред генетичните интерпретации. Тя споделя и принизяването на теорията за инстинктите и сексуалността, направено от Съливан, и заедно с Ерик Ериксън, макар и не толкова системно разглежда хората конфигурационно. Тя отделя най-голямо внимание не на теорията, а на терапията. Насочва се към Аз-образа и структурата на характера в тяхната обусловеност от социалната организация. Операциите за безопасност, извършвани от хората, смята тя, могат да бъдат както защитни, така и адаптивни.

#### Ерик Ериксън
Ерик Ериксън се придвижва значително отвъд Фройд. Неговото обновяване на Фройдовата традиция произтича преди всичко от системните му опити да обхване едновременното взаимодействие и еволюция на функциите на тялото, психиката и обществото през целия жизнен цикъл и в последователността на поколенията. Биопсихосоциалният модел на Ериксън отрежда място на различните теории на обектните отношения, както и на новопоявилите се Аз-системи и Аз-психологии. Всички тези наблюдения са останали за дълго време извън теоретичния обхват на психоаналитичната его-психология. Клиницистите, разбира се, са използвали тези идеи от самото начало.

### Психоанализата в България
Поради определени причини свързани с 45-годишното управление на комунистическата партия в България, психоанализата не намира широк прием в България. Все пак интересът към психоанализата в България датира от 20-те години на XX век. От 1921 г. в София се създава психологическо дружество, в което членуват трима души, които имат изявен интерес към нея. Това са Младен Николов, Никола Кръстников и Иван Кинкел. Според Орлин Тодоров в работата на Николов и особено на Кръстников се забелязват наченки на използването на ранни идеи на Фройд като катартичната техника, която е описана от Фройд и Бройер в труда им „Изследвания върху хистерията“. Психоанализата продължава своето развитие в очите на професора по социология Иван Кинкел, който е съсредоточен главно в прилагането на идеите ѝ за изследване на областите на изкуството и културата. През 1922 г. той публикува статия на немски език, посветена на психологическите основания за произхода на религията. Тя е публикувана в психоаналитичното издание „Имаго“ и въз основа на нея получава покана за членство в Международната психоаналитична асоциация. По-късно през 30-те и 40-те години списанието „Философски преглед“ публикува редица текстове насочени, както към теорията, така и към практиката на психоанализата. В това число публикации на проф. Кинкел относно философската същност на психоанализата, на д-р Андрей Андреев относно несъзнаваното и социалните инстинкти при хората и животните, на Любомир Русев относно психоанализата на Ботевото творчество и други. Публикациите на Русев са сериозно критикувани от проф. Кръстьо Чолаков, който е бил сериозен познавач и противник на психоанализата. През 1947 г. излиза и български превод на Фройд „Въведение в психоанализата“, направен от д-р Андреев, а по това време излиза и най-подробното съчинение в България, относно психоаналитичните идеи, това на Кръстьо Чолаков „Психоанализата на Фройда в критично осветление“. Първият български превод свързан с психоанализата е издаден през 1927 г. под името „Върху психоанализата“. Пет лекции, държани по случай 20-годишнината на Clark University in Worchester през септември 1909 г., София, Пряпорец. Отделно от тях разпространители на фройдизма са Атанас Илиев, който работи в областта на етиката и естетиката, Буко Исаев, който изнася над 400 лекции относно фройдизма, наред с тях са и лекарите психиатри Найден Шейтанов, Илия Лингорски и други. В годините на управление на БКП погледът на българските учени изцяло се определя от руската ортодоксална психология, която е враг на психоанализата. В този смисъл през 60-те години психиатърът Христо Димитров е натоварен със задача да критикува психоанализата от марксистко-ленинистка гледна точка. Той и екипът му от психиатри и лекари преглеждат и анализират голямо количество аналитични текстове. Димитров е активно подкрепян от тях, тъй като ослепява в резултат на мозъчна операция. Издаденият критичен труд е в малък обхват, но все пак атмосферата на работа по него кара единия от членовете на групата, Николай Колев, да емигрира и да се установи в Швеция. Там той преминава през обучителна анализа и става първият български практикуващ психоаналитик и член на МПА. През 2001 г. той се завръща в България и се заема с обучение на първата група български кандидати за МПА. Друг виден български психоаналитик е Георги Каменов, известен повече под името Джордж Кеймън. Той е практикуващ психоаналитик в Ню Йорк, но не е член на МПА. Най-същественият му принос в България е преводът на книгата на Чарлс Бренър „Психоанализа. Основен курс“. Други видни българи, които са психоаналитици, са феминистката-философ Юлия Кръстева, Красимир Таушанов, чието име е свързано с обучение в Парижкото психоаналитично общество. През 1991 г. в България се създава Българско психоаналитично дружество, което не е в рамките на МПА, а има пожелателен характер. Друга група, в която влизат психолози и един психиатър, започва през 1995 г. редовен обмен с Парижкия център за психоанализа и психотерапия „Алфред Бине“, който е свързан с д-р Жерар Люка и Красимир Таушанов, които започват да правят практически семинари по психоанализа в София. През 1999 г. е създадена и Група за развитие на психоаналитичната практика. През втората половина на 1990-те се създават отношения и между българската фондация „Психотерапия 2000“ и френската „Еспас Аналитик“ (извън МПА като статут, с уклон към Жак Лакан). Днес малобройна група български психоаналитици са интегрирани в семейството на психоаналитиците от МПА чрез създаденото и признато за изследователска група Българско психоаналитично общество (БПО). Списъкът на българските психоаналитици може да се види в официалния рустер на Международната психоаналитична асоциация, като техният брой към 2013 г. е 7 души.

## Теории
Преобладаващите психоаналитични теории могат да бъдат групирани в няколко теоретични „школи“. Макар тези теоретични „школи“ да се различават, повечето от тях продължават да подчертават силното влияние на несъзнателните елементи, засягащи психичния живот на хората. Извършена е и значителна работа за обединяването на елементите на конфликт в теорията. Както във всички сфери на грижа за здравето и тук има някои постоянни конфликти, свързани със специфичните причини за някои синдроми и дискусии относно най-добрите техники на лечение. След 2000 г. психоаналитичните идеи обхванаха западната култура, особено полета като грижа за децата, образование, литературна критика, културология и душевно здраве, особено психотерапия.
Акцентът в класическата психоанализа е поставен върху несъзнаваната психична дейност. С теорията за изтласкването се появява и тази за несъзнаваното. В човешката психика действат два принципа, които управляват функционирането на личността и нейните процеси. Това са Принципът на удоволствието и Принципът на реалността. Първият изразява фактът, че всеки човек се стреми да избягва неудоволствието и страданието, като се стреми да си набавя все по – голямо количество удоволствие. Тук неудоволствието представлява нарастване на напрежението (възбудата), а удоволствието – намаляване на това напрежение. С този принцип е свързан Принципът на реалността – той влияе и контролира Принципа на удоволствието. Принципът на реалността се активира, когато самата реалност не позволява възможност за получаване на удоволствие по най – прекия път или се налага временно да отложи получаването на удоволствие. Понякога Принципът на реалността предлага обиколни пътища за реализирането на удоволствието. Несъзнаваното се свързва с Принципът на удоволствието, а съзнаваното – с Принципа на реалността. Тези количествени разлики между удоволствие и неудоволствие е прието да се наричат количествен (икономически) аспект и са свързани с нивата на либидото. Топичният (пространствен) аспект представлява разделянето на психичния апарат на части. Първата топика по Фройд разделя психиката на три части: несъзнавано → цензура → предсъзнавано → цензура → съзнание. Втората топика допълва първата, като уточнява и добавя инстанции – Аз, Свръх-Аз и То. Тези три инстанции са в динамично отношение и това представлява динамичният аспект в психоанализата. Трите аспека са свързани. В тази система само То е несъзнавано и посредничи между соматичните и психичните процеси. Инстанциите Аз и Свръх-Аз са както в полето на съзнанието, така и в несъзнаваното. Азът е продукт и посредник на То, а Свръх-Аза е „наследник на Едиповия комплекс“. От Свръх-Азът се проявяват морала, съвестта и Аз – идеалите. Трите структури – Аз, Свръх – Аз и То – силно варират в достъпността за наблюдение. Познанието за То може да се достигне чрез производни, които пробиват пътя си в системите предсъзнавано и съзнавано. Тези производни психични репрезентации се изразяват чрез Аза, понеже е посредник. Ако в То преобладава спокойствие, значи няма повод инстинктивен импулс да нахлуе в Аза в търсене на удовлетворение и така да създаде напрежение. В такъв случай не може да се научи нищо за съдържанието на То, понеже не се проявява. От това следва, теоретично, че То не е открито за наблюдение при всички условия. При Свръх – Аза ситуацията е различна. До неговото съдържание може да се достигне чрез ендопсихично възприятие. Не е достъпно за наблюдение, когато между него и Азът има хармонични отношения – тогава се приема, че двете съвпадат. Очертанията на Свръх – Азът се изясняват само когато конфронтира Аза с критика или враждебност. Подобно на То, Свръх – Азът става видим, когато например предизвиква в Аза чувство на вина.
Човешката психика функционира по два начина. Това се осъществява чрез първичният психичен процес и чрез вторичния психичен процес. Първичният процес се отнася към системата несъзнавано и е отговорен за ставащото там. Той е подчинен на Принципа на удоволствието. Вторичният е отговорен за случващото се в системите предсъзнавано – съзнание и се ръководи от Принципа на реалността. Тези два процеса са двата основни начина на работа на психичния апарат. Те са напълно различни в същността си. Този специфичен начин на функциониране си има свои особености и закономерности. В първичния процес смисъл не може да се търси – той протича като напълно свободен, асоциативен, халюцинаторен и има символен характер. Циркулирането на психична енергия е свободно и неконтролируемо – от една форма в друга, от една представа в друа, от един образ на съня в друг, от една фантазия в друга. Основните механизми на първичния процес са сгъстяване, изместване, изтласкване, символизиране и др. Върху протичането му няма контрол, нито логичност и рационалност. Описва се като езикът на поезията, митовете, магията, мистицизма и психозите. Вторичният процес може да се каже, че е производен на първичния, но е негова противоположност. За вторичния са характерни разумът, съзнателната воля, активното внимание, разсъжденията, рационалността и логиката. Той изразява когнитивните форми на мисленето. При вторичния процес асоциациите, вътрешните образи и представи може да прекъснат, да се направляват избирателно, съгласно Принципа на реалността, в който са въплатени социални, морални, естетически или религиозни мотиви. Психичната енергия не може да се насочи без разумът и интелекта да са посочили посоката. Вторичният процес е от по – висш порядък. Той контролира и регулира действията на човек.

### Топографска теория
Според тази теория човешката психика се дели на три дяла: Id – То (принцип на удоволствието), Ego – Аз (принцип на реалността) и Superego – Свръхаз (виж Топична перспектива)
Топографската теория за първи път е описана от Фройд в „Тълкуване на сънищата“ (1900). Теорията постулира, че психичният апарат може да бъде разделен на три системи: съзнателно, предсъзнателно и несъзнателно. Тези системи не са анатомични структури на мозъка, а по-скоро душевни процеси и състояния. Макар Фройд да поддържа тази теория през целия си живот, той на широка основа я допълва със структурната теория. Топографската теория е една от метапсихологическите гледни точки за описване на функциите на психиката в класическата психоаналитична теория.

### Структурна теория
Ид или още то

Виж подсъзнание.
То обхваща неорганизираната, неосъзнатата част от личностната структура, която съдържа основните инстинкти. „То“ е несъзнателно по определение. То стои в директна противоположност на Свръх аза. По формулировка на Фройд:
„То е тъмна, недостъпна част от нашата личност, малкото, което знаем за него, имаме от нашето изследване на работата на съня и конструкцията на невротичните сипмтоми, и повечето от това е с негативен характер и може да бъде описано само в контраст на Егото. Ние се доближаваме към Ид с аналогии: ние го наричаме хаос, котел пълен с много възбуда… Пълно с енергия простираща се от инстинктите, но няма организация, не показва никакво колективно желание, а само борба да си докара удовлетворение на инстинктивните нужди, уважавайки спазването на принципа на удоволствието.“
(Фройд, Нови Уводни лекции по Психоанализа (1933))
Еволюционно, „То“ е предшественик на „Аз“-а; тоест психичният апарат започва при раждането, като недиференцирано „То“, част от което после се развива в структуриран „Аз“. По такъв начин „То“:
„съдържа всичко което е унаследено, което е представено при раждането, което се установява в конституцията – над всичко, следователно инстинктите, които произлизат от соматичната организация и които намират първо физически израз тук (в То) във форми непознати за нас“.(Фройд, „Отвъд принципа на удоволствието“)
„То“ е отговорно за нашите основни инстинкти като храна и вода, секс и агресивни импулси. То е неморално и егоцентрично, управлявано на принципа на болката и удоволствието; то е без чувство за време, напълно нелогично, първоначално сексуално, инфантилно в своето емоционално развитие и не приема „не“ за отговор. Разглежда се като резервоар на либидото или „любовната енергия“.
Аз или още его

Виж аз.
Егото или азът обхваща тази организирана част от личностната структура, която включва защитни, перцептивни, оценъчни, интелектуално-когнитивни и изпълнителни функции. Осъзнатите чувства пребивават в егото, макар не всички от операциите на егото да са съзнателни. Според Фройд:
„Егото е тази част от Ид-а, която е била изменена от директното влияние на външния свят… Егото изобразява това, което може да бъде наречен разсъдък и разум, в противоположност на Ид, което съдържа страсти… в своята връзка с Ид то е като ездач на седло, който се стреми да удържи превъзхождащата сила на коня; с тази разлика, че ездачът се опитва да го направи със своята собствена сила, докато егото използва взети назаем сили.„ [Фройд, Аз и То (1923)]"
В теорията на Фройд, егото има посредническа роля между „То“, Свръх аз-а и външния свят. Неговата задача е да намери баланса между примитивните нагони и реалността докато задоволи „То“ и „Свръх аз“-а. Неговата главна загриженост е с индивидуалната безопасност да позволи на някои от желанията на „То“ да бъдат изразени, но само последствията от тези дейности са маргинални.
Свръх аз

Виж Свръх аз.
„Свръх азът“ обхваща тази организирана част от личностната структура, основно, но не изцяло несъзнателна, която включва индивидуалните его идеали, духовни цели и друго психично представяне (най-общо наричано „съвест“), което критикува и забранява неговите или нейните инстинкти, фантазии, чувства или действия.
Теорията на Фройд заключава, че „Свръх аз“-ът е символична интернализация на фигурата на бащата и културните правила. Свръх аз-ът се грижи да стои в опозиция на желанията на Ид-а и неговата агресивност по посока на егото, защото техните цели са противоположни. „Свръх аз“-азът действа като „съвест“, поддържаща нашето чувство за морал и забрана на табутата. Неговото формиране става по време на края на Едиповия комплекс и се формира от идентификацията с интернализираната бащина фигура след като малкото момче не може успешно да задържи майка си като любовен обект без страх от кастрация.

### Его психология
Его психологията отначало е предложена от Фройд в Задръжки, симптоми и тревожност (1926). Теорията е уточнена от Хартман, Льовенщайн и Крис в серии от публикации и книги от 1939 до 1960-те години. Тези серии от конструкти, паралелно с някои по-късни развития на когнитивната теория, включват идеи за автономните функции на егото: душевни функции, които са независими, поне по произход, от интрапсихичните (вътрешнопсихични) конфликти. Такива функции включват: сензорно възприятие, двигателен контрол, символично мислене, логическо мислене, реч, абстрактност, интеграция (синтез), ориентация, концентрация, съждение относно опасност, тестване на реалността, адаптивна способност, вземане на решения, хигиена и самозапазване. Фройд отбелязва, че задръжката е метод, който психиката може да използва, прилагайки всяка една от тези функции, за да избегне болезнени емоции. Хартман (през 1950-те) отбелязва, че може да има задържания или дефицити в тези функции.
Фрош (1964) описва различията в тези хора, които демонстрират ощетеност във взаимоотношенията си с реалността, но изглеждат способни да я тестват. Дефицитите в капацитета да се организира мислене понякога се свързват с блокиране или губене на асоциации (Блойлер) и са характерни за шизофренията. Дефицитите в способността за абстрактно мислене и самозапазване също подсказват за психоза при възрастните. Дефицитите в ориентацията и сенсориума са чест индикатор за медицинска болест, засягаща мозъка (и по тази причина автономните его функции). Дефицитите в определени его функции рутинно се намират в сексуално или физически насилени деца, където силните афекти, създадени по време на детството изглежда да разрушават някои части от функционалното развитие.
Силата на егото, по-късно описана от Кернберг (1975), включва капацитет за контрол на оралните, сексуалните и разрушителни импулси; толериране на болезнените афекти без разпадане и предотвратяване на появата в съзнанието на фантастични символни фантазии. Синтетичните функции в противоположност на автономните функции възникват от развитието на егото и служат за защита от появяващи се конфликтни процеси. Защитите са пример за синтетични функции и служат с цел защита на съзнателната част от психиката от осъзнаване на забранени импулси и мисли. Една от целите на его психологията е да наблегне на това, че има психични функции, които могат да бъдат разглеждани като основни, а не като вторични, на желания, афекти или защити. Разбира се, важно е да се отбележи, че автономните его функции могат да бъдат вторично засегнати от несъзнателни конфликти. Например пациент може да има хистерична амнезия (спомените са автономна функция), защото има интрапсихичен конфликт (желание да не се помни, защото е твърде болезнен споменът).
Взети заедно, горните теории представляват група от метапсихологически допускания. По тази причина група, обхващаща различни класически теории, дава смесена гледна точка за човешкото душевно състояние. Има шест „гледни точки“, пет от които описани от Фройд, а шестата е добавена от Хартман. Несъзнателните процеси могат да бъдат оценени от всяка от тези шест гледни точки. Гледните точки са:
1. Топографска (психичните инстанции на несъзнавано, предсъзнавано и съзнавано),
2. Динамична (теория на конфликтите – феномените на психичния живот се разглеждат като резултат от конфликти),
3. Икономическа (теория на енергийния поток – от гледна точка на инвестиция и/или дезинвестиция на психична енергия),
4. Структурна (личностовата структура може да принадлежи само към един определен, стабилен и постоянен вид структура (невротична, гранична и психотична)),
5. Генетична (твърдения относно произхода и развитието на психологическите функции), и
6. Адаптационна (как психологическите феномени взаимодействат с външния свят).[28]

### Теория на конфликта
Теорията на конфликта е осъвременяване и ревизия на структурната теория, която премахва някои по-тайнствени черти на структурната теория (разкрива, например, къде се намират потиснатите мисли). Конфликтната теория се вглежда в това как емоционалните симптоми и характерови особености са сложни решения за душевните конфликти.  Тази ревизия на Фройдовата структурна теория (Freud, 1923, 1926) премахва концепциите за фиксирани То-Аз-Свръхаз и вместо тях постулира несъзнателни и съзнателни конфликти сред желанията (подчиняващи, контролиращи, сексуални и агресивни), вина и срам, емоции (особено тревожност и депресивни чувства) и защитни операции, които изключват от съзнанието някои аспекти на другите. Нещо повече, теорията твърди, че здравословното функциониране (адаптиране) също се предопределя, до голяма степен, от разрешаване на конфликтите.
Основна цел на днешните теоретици-аналитици на конфликтите е да се опитат да променят баланса на конфликта чрез осъзнаване на аспектите на по-малко адаптивните решения (също наричани компромисни формации), така че те да могат да бъдат преосмислени и да се намерят по-адаптивни решения.

### Теория на обектните отношения
Теорията на обектните отношения опитва да обясни превратностите на човешките отношения чрез изучаване на това как са структурирани вътрешните образи на нас и на другите. Клиничните проблеми, които навеждат на проблеми на обектните отношения (обикновено задръжки в развитието по време на живота), включват смущения в индивидуалния капацитет за чувстване на топлота, емпатия, доверие, чувство за сигурност, стабилност на идентичността, емоционална близост и стабилност в отношенията с други избрани човешки същества. Концепциите относно вътрешните образи макар често да се приписват на Мелани Клайн, всъщност за първия път са споменати от Зигмунд Фройд в неговите ранни концепции за нагонната теория (1905, Три есета по теория на сексуалността). Съчинението на Фройд от 1917 г. „Траур и меланхолия“, например, предполага, че неразрешената скръб е предизвикана от интернализирани образи на останалия жив за починалите слели се с тези на останалия жив и тогава човекът променя неприемливия гняв по отношение на починалия близък в сложен собствен образ.
Вамик Вулкан в „Свързващи обекти и свързващи феномени“ разширява мисленето на Фройд за това, описвайки синдромите на „установен патологичен траур“ срещу „реактивна депресия“ основана на подобна динамика. Хипотезите на Мелани Клайн относно интернализациите по време на първата година от живота, водят до параноидни и депресивни позиции, които по-късно са оспорени от Рене Шпиц. Маргарет Малер и нейната група, първо в Ню Йорк, после във Филаделфия, описват отделни фази и подфази на детското развитие водещи до „отделяне-индивидуалност“ по време на първите три години от живота, подчертавайки важността на постоянството на родителските фигури за детската разрушителна агресия, към детските интернализации, стабилността на управлението на афектите и способността за развиване на здрава автономия.

### Аз-теория
Виж основна статия Аз-теория.
Хайнц Кохут възприема понятието „self“ (себе си), въведено през 1950 г. от Хартман, за да отбележи разликата с его, и създава теория на психичния апарат, в която „self“ (собственото аз) става особена, позволяваща да се отчетат нарцистичните пристъпи инстанция. Аз-теорията набляга на развитието на стабилно и интегрирано усещане за себе си чрез емпатични контакти с други хора, основно значими други смятани за „самообекти“. Аз-теорията е предложена официално от Хайнц Кохут и е била развита по-нататък от Арнолд Голдбърг, Франк Лахман, Паул и Анна Орнщайн, Мариан Толпин и други.

### Психоанализа на Лакан
Психоанализата на Лакан интегрира психоанализата със семиотиката и хегелианската философия и е практикувана по света. Особено е популярна във Франция и Латинска Америка. Психоанализата на Лакан е отклонение от традиционните американска и английска психоанализи, които са преимуществено зад идеите на Его психологията. Лакан често използва фразата „retourner à Freud“ в своите семинари и съчинения, която означава „обратно при Фройд“, както той твърди, че неговите теории са продължение на тези на Фройд, в противоположност на тези на Анна Фройд, его психологията, обектните отношения и теориите за „себе си“. Първите важни приноси на Лакан засягат „стадия на огледалото“, Реалното, Въображаемото и Символичното и претенцията, че „несъзнателното е структурирано като език“.

### Междуличностна психоанализа
Междуличностната психоанализа акцентира върху нюансите на междуличностните взаимодействия, особено в това как индивида се защитава от тревожността чрез установяването на споразумения във взаимодействията с другите. Междуличностната теория за първи път е представена от Хари Стек Съливан и развита по-нататък от Фрида Фром-Райхман.

### Психоанализа на отношенията
Психоанализата на отношенията комбинира междуличностна психоанализа с теорията на обектните отношения и с интерсубективната теория като критична за душевното здраве и е представена от Стивън Мичъл. Психоанализата на отношенията набляга на това как личността на индивида е оформена от реалните и въображаеми взаимоотношения с другите и как тези модели на взаимоотношения са възстановени във взаимоотношенията между аналитик и пациент. Фонаги и Таргет, в Лондон, са предложили тяхната идея за необходимостта от подпомагане на определени откъснати, изолирани пациенти да развият капацитет за разсъдъчност, асоциирана с мислене за взаимоотношенията и за себе си.

### Интерсубективна психоанализа
Терминът „интерсубективност“ е представен в психоанализата от Джордж Атууд и Роберт Столороу (1984). Интерсубективният подход набляга на това как личното развитие и терапевтичният процес са повлияни от взаимовръзката между субективната перспектива на пациента и тази на другите.

### Модерна психоанализа
„Модерна психоанализа“ е термин измислен от Хайман Спотниц и неговите колеги, за да опише колективна теоретична и клинична работа извършена от 1960-те насам с цел да разшири теориите на Фройд, за да ги направи приложими към целия спектър на емоционалните разстройства. Интервенциите основаващи се на този подход са основно замислени да осигуряват емоционално-зряла комуникация с пациента, отколкото да предлагат интелектуални прозрения.

## Стадии на развитие на човешкия живот
Фройд разделя човешкия живот на няколко стадия, които според него предопределят поведението, ценностите и наклонностите на човека.

### Орален
Оралният стадий (от лат. os, oris – уста) продължава до около 18 месеца от раждането на детето. Чрез дейности, свързани с устата – сучене, поглъщане, хапане, бебетата преживяват първия си постоянен източник на удоволствие и по този начин областта на устата става фокусът на рудиментарното психосексуално удовлетворяване. Фиксацията в орално-агресивната фаза (включително зъбите), белязана от хапане, дъвчене, може да доведе до хапливо саркастична, свадлива и враждебна личност на възрастния.

### Анален
Аналният стадий продължава до 3-годишна възраст. Децата на този етап се смятат за извличащи удоволствието от временното задържане на изпражненията или изхвърляне на фекалиите. С началото на контролираното от родителите приучване към използването на тоалетната обаче удоволствията на детето в това отношения се натъкват на здравото противопоставяне от страна на социалните задръжки и могат да се появят различни фиксации.

### Фалически
Фалическият стадий (от фалос – еректирал пенис) се разпростира между третата и шестата година. Тогава детето забелязва разликата между момчетата и момичетата. През този етап може да се наблюдава как децата изследват своите полови органи, мастурбират и показват интерес към въпроси, свързани с раждането и секса. За периода са характерни т.нар. Едипов комплекс и комплекс на Електра. Фройд вярва, че момчето преживява интензивен конфликт по отношение на желанията си за кръвосмешение с майката и се страхува от отплатата на баща си за тях. По-конкретно, малкото момче се страхува, че баща му ще разкрие сексуалните му желания и ще си го върне, като отреже пениса на момчето. Малкото момиче по време на фалическия етап е изобразено като откриващо, че за разлика от баща си то няма пенис. Непосредствено след това анатомично откритие на момичето му се иска да го има – желание, което в психоаналитичната теория се нарича завист за пениса. Завистта за пениса при момичетата е приблизително еквивалентна в психологически план на тревожността от кастрацията при момчетата. Във фройдистката теория завистта за пениса и тревожността от кастрация заедно са известни като кастрационен комплекс. Неуспехът да се разреши едиповият конфликт и нерешените едипови чувства лежат в основата на много психологически разстройства, когато се разглеждат от перспективата на психоаналитичната теория.
След като се разреши едиповият комплекс, детето се придвижва в периода на латентността, в който половият инстинкт остава относително заспал, а психичната енергия се пренасочва към несексуални дейности като училището и атлетиката. С началото на пубертета обаче гениталната сексуалност се събужда и започва гениталният етап от психосексуалното развитие, простиращ се от пубертета до смъртта. По време на този етап нарцистичните стремежи се сливат и до голяма степен трансформират в търсене на хетеросексуални взаимоотношения, включващи взаимно удовлетворение. Така гениталният личностен тип на възрастния – успешният краен продукт на психосексуалното развитие в психоаналитичната теория, се характеризира със способността за зряла хетеросексуална любов, отговорност и грижи към другите и продуктивен живот в обществото.

## Школи
Днес от психоанализата са произлезли много школи и течения, често в противоречие едно с друго, основани от критици и последователи на Фройд. Най-видните от тях са:
- Школа на К. Г. Юнг, дала основите на аналитичната психология
- Школа на Алфред Адлер, дала основите на индивидуалната психология
- Школа на Фройдомарксизмът, чиито най-значими фигури са Вилхелм Райх, Зигфрид Бернфелд, Ерих Фром, Ото Фенихел и други.

## Техники
Основният метод на психоанализата е интерпретацията на несъзнаваните конфликти на пациента, които се намесват във всекидневното функциониране – конфликти, които предизвикват болезнени симптоми като фобии, тревожност, депресия и натрапливости. Стрейчи (1936) подчертава, че разбирането на начините, по които пациентът изкривява възприятието си за аналитика, води до разбирането какво може да е забравено. По-точно в несъзнаваните враждебни чувства към аналитика могат да бъдат намерени в символични, негативни реакции на това, което Робърт Лангс по-късно нарича „рамка“ на терапията – структурата, която включва времето на сесиите, цената им и необходимостта от разговор. При пациенти, които правят грешки, забравят, или показват други специфични неща свързани с времето, цената и разговора, аналитикът в този случай може да намери различни несъзнавани „съпротиви“ в потока на мислите (понякога наричан свободни асоциации).
Когато пациентът легне на дивана и не може да види аналитикът, той се опитва да помни повече, преживява повече съпротива и пренос и е способен да реорганизира мислите си след развиването на инсайт – чрез интерпретативната работа на аналитика. Макар че фантазният живот може да бъде разбран чрез изследване на сънищата, фантазиите за мастурбация (вж. Marcus, I. and Francis, J. (1975), Masturbation from Infancy to Senescence) също са важни. Аналитикът се интересува как пациентът реагира на тях и как избягва такива фантазии (вж. Paul Gray (1994), The Ego and the Analysis of Defense). Различни спомени от ранния живот могат да бъдат много изкривени – Фройд ги нарича – памет екран – и във всеки случай на ранни преживявания (преди 2-годишна възраст) не може да се припомнят.

## Изследване
Над 100-годишна история в доклади за случаи и изследвания в научните списания Модерна психоанализата (Modern Psychoanalysis), Психоаналитичен тримесечник (Psychoanalytic Quarterly), Международен журнал на психоанализата (International Journal of Psychoanalysis) и Журналът на американската психоаналитична асоциация (Journal of the American Psychoanalytic Association) показват ефикасността на анализата в случаите на невроза и характерови или личностни проблеми. Психоанализата модифицирана от техниките на обектните отношения се показва ефективна в много случаи на сериозни проблеми с интимността и взаимоотношенията. Като терапевтично лечение, психоаналитичните техники могат да бъдат полезни и в рамките на една сесия. Психоаналитичното лечение може да продължи около година до много години в зависимост от тежестта и сериозността на патологията.
Психоаналитичната теория от самото си начало е обект на критики и спорове. Фройд говори за това в началото на своята кариера, когато други лекари във Виена го отстраняват от обществото за неговите открития, че хистеричните конверсионни симптоми не се ограничават до жените. Предизвикателствата към аналитичната теория започва с Ото Ранк и Алфред Адлер (началото на 20 век), продължавайки с бихевиористите (например Джоузеф Волпе) през 40-те и 50-те години. Критиката идва от този, който отбелязва, че има механизми, мисли или чувства в ума, които могат да бъдат несъзнателни. Критиката също така се надига срещу откриването на „инфантилната сексуалност“. Критиката води до вариации в аналитичните теории като работата на Фейъбеърн, Балинт и Боулби. В изминалите 30 години тя се центрира около идеята за емпирична проверка въпреки многото бъдещи изследвания, които са емпирично доказани (например изследванията на Барбара Милрод в медицинското училище на Университета Корнел).
Психоанализата се използва като метод за изследване на детското развитие и се развива в гъвкаво, ефективно лечение за определени душевни смущения. През 1960-те години ранните идеи на Фройд (1905) за женската сексуалност в детското развитие са подложени на изпитание; това изпитание води до големи изследвания през 1970-те и 1980-те, а после и до преформулиране на женското сексуално развитие, което поправя някои от концепциите на Фройд. Тук спадат и различните трудове на Елеонор Галенсон, Нанси Чодороу, Карен Хорни, Франсоаз Долто, Мелани Клайн и други.
Преглед на случайно контролирани опити открива, че „психоаналитичната терапия е (1) по-ефективна от това да няма никакво лечение или от обикновено лечение и (2) е по-ефективна от кратките форми на психодинамична терапия.“ Емпиричното изследване на ефикасността на психоанализата и психоаналитичната психотерапия също става известно сред психоаналитичните изследователи.
Преглед на сегашната медицинска литература в библиотеката Кокран, (Резюмета които са налични онлайн) достига до заключението, че не съществуват данни, които да демонстрират, че психодинамичната психотерапия е ефективна в лекуването на шизофрения. Д-р Хайман Спотниц и практикуващите неговата теория позната като Модерна психоанализа, специфична поддисциплина, все още докладват (2007), че имат голям успех в използването на тяхната версия на психоаналитичната техника в лечението на шизофрения. По-нататъшните данни също подкрепят идеята, че психоанализата не е ефективна (и възможно дори вредна) в лечението на сексуални престъпници. Преживяванията на психоаналитиците и психоаналитичните терапевти и изследванията в бебешкото и детското развитие водят до нови прозрения. Теориите са развити по-нататък и резултатите от емпиричните изследвания сега са по-интегрирани в психоаналитичната теория.
Има различни форми на психоанализа и психотерапии, в които се практикува психоаналитичното мислене. Освен класическата психоанализа има например психоаналитична терапия. Други примери за добре известни терапии, които също използват прозренията на психоанализата са Лечение, базирано на ментализацията, и Психотерапия, фокусирана върху преноса. Също така има продължаващо влияние на психоаналитичното мислене в различни области на грижата за душевното здраве. Пример: в психотерапевтичното обучение в Холандия, психоаналитичните и системни терапевтични теории, идеи и техники са комбинирани и интегрирани.

## Влияние
Психоанализата като наука се е утвърдила отдавна, а нейният създател Зигмунд Фройд е най-цитираната личност като цяло във всички науки. Дори такъв голям критик като Йозеф Ратнер не може да не признае че:„ Във всеки случай е ясно, че психоанализата дълбоко повлиява всичките ни представи за човека и въздейства, така да се каже, върху всички области на човешката мисъл. Медицина, психология, психиатрия, възпитание, изкуствознание, историография, философия, религиознание, политика, поезия, социология, езикознание – всички те са плодотворно насърчени и подпомогнати от психоанализата“ . Друг психоаналитик – Ерих Фром, смята, че: „Тази теория беше радикална, защото тя атакува последната крепост на човешката вяра в собственото си всемогъщество и всезнайство, вярата в съзнателното мислене като краен факт на човешкия опит. Галилей лиши човека от илюзията, че Земята е центърът на света, Дарвин го лиши от илюзията, че е създаден от Бога…Фройд лиши човека от неговата гордост с разума му“. В увода на своята книга от 1977 г. „Триумфът на психоанализата“ Пиер Дако казва:
| „ | ...тя надраства човешките измерения, помага да разцъфне един нов морал, тласка хората едни към други и в края на краищата осъществява необходимата „връзка“ и съгласие в един век, който има претенции за автентичност и в който, както се твърди, общността заема все по-голямо място. И ако все още психоанализата плаши някои хора, то е, защото те се страхуват не от това, което идва, а от онова, което си отива. | “ |

## Критика
Споровете между критиците и защитниците на психоанализата често стават толкова разгорещени, че се характеризират като Фройдови войни. Попър смята, че психоанализата е псевдонаука, защото нейните твърдения не могат да бъдат тествани и опровергани, тоест не са фалсифицируеми. Например ако реакцията на клиента не е съвместима с психосексуалната теория, тогава ще бъде дадено алтернативно обяснения (тоест защитни механизми, формиране на реакция). Карл Краус, австрийски сатирик, е обект на книга написана от известния либертариански автор Томас Шаш. Книгата Анти-Фройд: Критиката на психоанализата и психиатрията на Карл Краус оригинално е публикувана под заглавието Карл Краус и лекарите на душата и описва Краус като остър критик на Зигмунд Фройд и психоанализата като цяло. Други коментатори, като Едуард Тимс, автор на Карл Краус – Апокалиптичен сатирик, смятат че Краус уважава Фройд, макар да има възражения относно приложението на някои негови теории и неговият поглед е далеч по-малко черноглед от този, който предлага Шаш.
Грюнбаум смята, че теориите основани на психоанализата са фалсифицируеми, но допусканията на психоанализата са неподкрепени от налични клинични доказателства. Други школи на психологията са създали алтернативни методи на психотерапия, включително поведенческа терапия, когнитивна терапия, гещалт терапия и клиент-центрирана терапия. Ханс Айзенк установява, че подобрението не е по-значимо, отколкото при спонтанната регресия. Между две трети и три четвърти от „невротиците“ се възстановяват естествено; това не е по-различно от клиентите при терапията.
Мишел Фуко и Жил Дельоз твърдят, че институцията на психоанализата се е превърнала в център на сила и нейната техника на изповядване прилича на тази в християнската традиция. Силен критицизъм на определени форми на психоанализата е предложен и от психоаналитични теоретици. Жак Лакан критикува насочеността на някои американски и английски психоаналитични традиции, лансиращи предложения за въображаеми „причини“ за симптомите на болните и препоръчва завръщане при Фройд. Заедно с Жил Дельоз Феликс Гатари критикува едиповата структура. Люс Иригаре критикува психоанализата, използвайки концепцията на Жак Дерида за фалогоцентризма, за да опише изключването на жената от психоаналитичните теории на Фройд и Лакан. Ерих Фром критикува его психологията и нейния създател Хайнц Хартман за конформисткия ѝ характер и промяната на основните идеи на Фройд, на духа на неговата теория.
Поради голямото многообразие на психоаналитични теории, различните течения в психоанализата често се критикуват едно друго. Една от последиците е, че някои критици предлагат критицизъм на специфични идеи присъстващи по-скоро само в една или няколко теории, отколкото в цялата психоанализа, докато не се отрекат другите ѝ положения. Защитниците на психоанализата твърдят, че много критици (като феминистките критици на Фройд) се опитват да предложат критика на психоанализата, която всъщност е критика на специфични идеи, налични в дадени течения на психоанализата. Психоаналитичният изследовател Дрю Уестън казва: „Критиците типично се фокусират върху версия на психоаналитичната теория (приблизително около 1920 г.), която малко съвременни теоретици смятат за значима... При това обаче те са си поставили условията в публичен дебат и водят много аналитици, по погрешка, надолу към незащитима пътека в опит да се защити 75 – 100 годишна версия на теория и терапия, която се мени съществено, откакто Фройд е налял нейните основи в началото на столетието.“ The scientific status of unconscious processes, Drew Westen. По-нататъшно обсъждане във връзка с цената е това, че при обстоятелства където цената на лечението е по-ниска, то това е защото аналитикът е спонсориран от правителството и поради това лечението се явява равно по цената на други форми на по-ефективно лечение.
Психоанализата на Фройд е критикувана от неговата жена Марта. Рене Лафорг съобщава Марта Фройд да казва: „Трябва да призная, че и да не осъзнавам колко на сериозно моя съпруг взима лечението (на пациенти – бел. ред.), мисля че психоанализата е форма на порнография.“ За Марта е имало нещо вулгарно в психоанализата и тя се разграничава от нея. Според Мари Бонапарт, Марта е била разстроена от работата на мъжа си и неговия метод на лечение на сексуалността. Рене Лафорг е цитиран от биографа на Фройд – Кристфрид Тьогел. Тьогел пише: „Марта, съпругата на Зигмунд Фройд, веднъж споделила, че щяла да смята психоанализата за някакъв вид порнография, ако не знаела, че съпругът ѝ е сериозен човек. В същата посока са били и публичните критики на мнозина от неговите колеги и лекари. Съдбата да бъде заклеймен като порнографски писател, Фройд е споделял и с други психиатри и психолози, които са се занимавали с изследване на сексуалността. В САЩ дори се твърдяло, че самата психоанализа е нещо непристойно, едно въвеждащо в грях отношение към живота. Подобни присъди са се произнасяли най-вече от свещеници и журналисти.“

### Научна критика
Ранните критици на психоанализата вярват, че нейните теории се опират прекалено малко на количествени и експериментални изследвания и прекалено много на метода на клиничния случай. Някои дори обвиняват Фройд в изфабрикуване на най-известния му случай с Анна О (Borch-Jacobsen 1996). Нарастващото количество на емпирични изследвания от академичните психолози и психиатри започва да се обръща към този критицизъм. Общ поглед на научните изследвания подсказва, че докато личностните черти свързани с оралната, аналната, едиповата и гениталната фази на Фройд могат да бъдат наблюдавани, то те не се показват непременно ясно като стадии на развитие на децата. Тези изследвания също не потвърждават, че такива черти във възрастните са резултат от преживявания в детството (Fisher & Greenberg, 1977, p. 399). Все пак тези стадии не трябва да бъдат разглеждани като решаващи за модерната психоанализа. Това, което е решаващо за модерната психоаналитична теория и практика, е силата на несъзнателното и феномена на преноса.
Идеята за несъзнателното е оспорвана, защото човешкото поведение може да бъде наблюдавано, докато за човешката психология трябва да се гадае. Обаче сега несъзнателното е популярна тема на изследвания в полетата на експерименталната и социалната психология. Скорошно развитие в невронауката доведе от една страна до убеждението, че е намерена биологична основа за несъзнателните емоционални процеси в съответствие с психоаналитичната теория, тоест невропсихоанализата, (Westen & Gabbard 2002), докато от друга страна такива открития правят психоанализата остаряла и нерелевантна.
Подкрепата, която дава невропсихоанализата за несъзнаваното и Принципът на удоволствието/реалността се състои в допаминовата наградна система на мозъка. През развитието и живота си човек реагира и придобива широк спектър от допаминозависими реакции, чиято цел е намаляване/избягване на болката и засилване на удоволствието. Клинично доказано е, че тази система управлява връзките между базалните ганглии и префронталната кора в мозъка. Тези зони са критична наградна верига. След като поведението е вече заучено и представено в кората, дадена ситуация може да освободи съзнанието за него. По този начин поведението става несъзнателно. Повишаването на допамина прудружава положителните награди и поведения. Спадът на допамин води до отрицателно подкрепление, потиснатост и поведение на избягване.
Едуин Тори пише в Знахари и психиатри (1986), че психоаналитичните теории нямат повече научна основа, отколкото теориите на традиционните местни лечители „знахари“ или модерните „култови“ алтернативи като Семинарите за обучение на Ерхард.
Някои поддръжници на психоанализата твърдят, че нейните концепции и теории са по-близки до тези, които се намират в хуманността, отколкото тези, които са присъщи на физическите и биомедицинските науки, макар самия Фройд да се опитва да базира клиничните си формулировки на хипотетична неврофизиология на енергийните трансформации. Например философът Пол Рикьор мисли, че психоанализата може да бъде смятана за вид буквално тълкувание или херменевтика. Както културоведите и литературните критици, Рикьор твърди, че психоанализата прекарва времето си в тълкуване на нюансите на езика – езикът на техните пациенти. Рикьор претендира, че психоанализата набляга на поливокалните или многозвучни качества на езика, фокусирайки се върху изказванията, които означават повече от едно нещо. По-точно Рикьор класифицира психоанализата като херменевтика на съмнението. Под това той има предвид обикновеното уповаване на чисти, ясни значения. Въпреки критицизма свързан с валидността на психоаналитичната техника, редица резултатни изследвания показват, че нейната ефикасност е равна на друго главно течение в психотерапията като когнитивната поведенческа терапия.